# Lokale Nahverkehrsgesellschaft Kreis Groß-Gerau

Logo LNVG Groß-Gerau

Die Lokale Nahverkehrsgesellschaft mbH Kreis Groß-Gerau mbH (LNVG) ist der ÖPNV-Aufgabenträger im Landkreis Groß-Gerau. Sie ist Mitglied im Rhein-Main-Verkehrsverbund (RMV). Sie ist ein 100%iges Tochterunternehmen der Riedwerke Kreis Groß-Gerau.
Entstanden ist sie aus der Abteilung Lokales Nahverkehrsmanagement des Zweckverbandes Riedwerke Kreis Groß-Gerau.
Die LNVG wurde als eine von Verkehrsbetrieben unabhängige Bestellorganisation geschaffen und verfügt weder über eigene Busse noch über Fahrpersonal. Die LNVG ist verantwortlich für die Aufstellung und Realisierung des Nahverkehrsplans Kreis Groß-Gerau.

## Verkehrsnetz Landkreis Groß-Gerau
Das Verkehrsnetz im Landkreis Groß-Gerau umfasst derzeit etwa 300 Haltestellen mit 557 Abfahrtspositionen und etwa 170 transparente Fahrgastunterstände. Es werden von den lokalen Busunternehmen 23 Buslinien mit jährlich 3,5 Mio. Fahrplankilometern erbracht.
Darüber hinaus bestellt und finanziert die LNVG über den RMV, die Darmstadt-Dieburger Nahverkehrsorganisation (DADINA) und die Mainzer Verkehrsgesellschaft (MVG) weitere Verkehrsleistungen für das Kreisgebiet. Diese umfassen rund 2,2 Mio. Leistungskilometer auf drei S-Bahn- und drei Regionalbahn-Linien sowie rund 1,5 Mio. Leistungskilometer auf 14 Buslinien.

## Fahrgeldeinnahmen
Die Fahrgeldeinnahmen der letzten Jahre im Überblick:
- 1995: 900.000 €
- 2000: 2.400.000 €
- 2005: 4.100.000 €
- 2010: 6.050.000 €
- 2011: 6.100.000 €
- 2013: 6.900.000 €

## Organe
- Gesellschafterversammlung: Einziger Gesellschafter ist der Zweckverband Riedwerke Kreis Groß-Gerau
- Aufsichtsrat: 6 Mitglieder; Vorsitzender des Aufsichtsrates ist Erster Kreisbeigeordneter Walter Astheimer
- Geschäftsführer der LNVG ist Christian Sommer

## Aufgaben
- Planung, Koordination und Finanzierung des lokalen Nahverkehrs im Kreisgebiet
- Mitgestaltung des regionalen Bus- und des Schienenpersonennahverkehrs im Rhein-Main-Verkehrsverbund (RMV)
- Aufstellung und Realisierung des Nahverkehrsplans Kreis Groß-Gerau
- Bestellung, Ausschreibung und Vergabe von Verkehrsleistungen
- Überwachung der Erbringung von Verkehrsleistungen und der Einhaltung von ÖPNV-Qualitätsstandards
- Bindeglied zwischen RMV, Verkehrsunternehmen, Politik und Fahrgästen
- Marketing, Kundenbetreuung und Öffentlichkeitsarbeit für den ÖPNV im Landkreis Groß-Gerau
- Betreiberin der RMV-Mobilitätszentrale Groß-Gerau und der RMV-MobilitätsInfo Mörfelden sowie Betreuung zahlreicher Vorverkaufsstellen im Kreisgebiet
- Aufbau und Pflege eines einheitlichen Haltestellensystems
- Fachliche Betreuung des lokalen Fahrgastbeirates des Kreises Groß-Gerau

## Weblink
- Website der LNVG Groß-Gerau